# Schärding
Schärding är en stadskommun i förbundslandet Oberösterreich i Österrike. Schärding är huvudort för distriktet med samma namn.
Kommunen gränsar i väster i floden Inn som här är gräns mot Bayern i Tyskland. Den har 5 414 invånare (2024) och består av fem orter (Ortschaften) (inom parentes invånarantal 1 januari 2024):
- Allerheiligen (808)
- Brunnwies (196)
- Kreuzberg (391)
- Schärding Innere Stadt (589)
- Schärding Vorstadt (3 430)